# Riad Gharrich
Riad Gharrich (en arabe : رياض غاريش) est un footballeur algérien né le 17 novembre 1990 a Mohammadia. Il évolue au poste de milieu offensif au CR Témouchent.

## Biographie
Il évolue en première division algérienne avec les clubs de l'USM El Harrach, de l'USM Bel Abbès, de la JS Saoura et de l'Olympique de Médéa.

## Palmarès
JS Saoura
- Championnat d'Algérie :
  - Vice-champion : 2015-16.